# Sammy Gravano
Salvatore Gravano, detto Sammy the Bull o più semplicemente Sammy, noto anche con lo pseudonimo di Jimmy Moran (dopo essere entrato nel programma di protezione testimoni) (New York, 12 marzo 1945), è un mafioso e collaboratore di giustizia statunitense che raggiunse il ruolo di sottocapo nella famiglia Gambino. In questa posizione di rilievo, Gravano ebbe un ruolo decisivo nell'incriminazione del boss della famiglia, John Gotti, accettando di collaborare con il governo e testimoniare contro di lui e altri membri dell'organizzazione. In cambio, confessò la propria partecipazione a ben 19 omicidi.
Gravano iniziò la sua carriera criminale come affiliato alla famiglia Colombo, prima di passare alla fazione di Brooklyn dei Gambino. Fu tra i cospiratori del 1985 che organizzarono l'omicidio del boss Paul Castellano. Insieme a Gotti, Angelo Ruggiero, Frank DeCicco e Joseph Armone, Gravano giocò un ruolo chiave nella pianificazione e nell'esecuzione dell'agguato.
Dopo l'eliminazione di Castellano, Gotti premiò Gravano nominandolo capodecina, incarico che mantenne fino al 1987, anno in cui fu promosso consigliere. L'anno seguente divenne sottocapo, posizione che ricopriva quando decise di collaborare con la giustizia. Nel 1991, dopo aver ascoltato alcune intercettazioni in cui Gotti lo screditava e lo incolpava di diversi omicidi, Gravano scelse di rompere il giuramento di sangue e testimoniare contro il boss e altri membri della mafia. All'epoca, Gravano era uno dei membri più alti in grado delle Cinque Famiglie mafiose di New York. La sua testimonianza portò alla condanna all'ergastolo senza possibilità di libertà condizionale di Gotti e Frank LoCascio nel 1992. Nel 1994, un giudice federale condannò Gravano a cinque anni di carcere, ma, avendo già scontato quattro anni, fu rilasciato dopo meno di un anno. Entrò nel Programma federale di protezione testimoni e si trasferì in Colorado, ma lo abbandonò nel 1995 dopo soli otto mesi per trasferirsi con la famiglia in Arizona.
Nel 1997, Gravano collaborò alla stesura del libro biografico L'ombra del padrino, scritto da Peter Maas. Tuttavia, nel febbraio 2000, fu arrestato insieme a quasi 40 altri membri della sua organizzazione, tra cui la moglie Debra, la figlia Karen e il figlio Gerard, con l'accusa di traffico di droga a livello federale e statale. Nel 2001, sia lui che Gerard furono incriminati con accuse simili. L'anno successivo, Gravano fu condannato a vent'anni di carcere a New York e, poco dopo, a ulteriori diciannove anni in Arizona, da scontare contemporaneamente. Gli furono anche imposti la libertà vigilata a vita e una multa di 100.000 dollari. Fu rilasciato nel settembre del 2017.

## Biografia
Salvatore Gravano nacque il 12 marzo 1945 a Bensonhurst, Brooklyn, da Giorlando "Gerry" Gravano e Caterina "Kay" Gravano. Era il più giovane di cinque figli, con due sorelle maggiori e due fratelli deceduti prima della sua nascita. Entrambi i genitori erano di origini siciliane: sua madre Caterina, nata nel 1906, era emigrata negli Stati Uniti da bambina partendo dalla Puglia, mentre il padre Giorlando, nato nel 1901, arrivò clandestinamente dopo essere sbarcato in Canada e poi introdotto illegalmente negli Stati Uniti con l’aiuto del fratello maggiore Alphonsio Gravano. Quest’ultimo era già un contrabbandiere affermato durante il proibizionismo e membro riconosciuto della mafia siciliana. Alphonsio operava con la cosiddetta Sunset Fleet, trasportando alcolici lungo il fiume Hudson e altri corsi d'acqua di New York. Le sue spedizioni raggiungevano il Fulton Fish Market, per poi finire nei locali clandestini della città. Aveva anche un traffico attivo sulla costa ovest, dove il liquore veniva portato dal Canada fino all’Oregon, nei pressi del Bull River.
Gerry, prima di emigrare, lavorava come pescatore esperto in Sicilia. Negli Stati Uniti divenne imbianchino, contribuendo alla crescita urbana di New York. Successivamente, lui e sua moglie aprirono una piccola fabbrica di abiti: Caterina, abile sarta, cuciva i capi mentre insieme mantenevano un buon tenore di vita per la famiglia.
Fin da piccolo, un parente notò che Salvatore somigliava allo zio Sammy. Da quel momento, tutti cominciarono a chiamarlo "Sammy", o "Sammy il piccolo", anziché Salvatore o Sal. A 13 anni, Gravano entrò a far parte dei Rampers, una nota gang giovanile di Bensonhurst. Quando alcuni ragazzi più grandi gli rubarono la bicicletta, Sammy li affrontò senza esitazione. Alcuni mafiosi adulti, che lo stavano osservando da un bar, rimasero colpiti dal suo coraggio e gli restituirono la bici. Uno di loro, impressionato, commentò che “quel piccolo combatteva come un toro”, soprannome che gli rimase per sempre: “The Bull”.
Gravano soffriva di dislessia, era spesso vittima di bullismo e non eccelleva a scuola. Gli insegnanti lo classificavano come "lento nell'apprendimento". Fu bocciato due volte, in quarta e settima elementare, e in due occasioni prese a pugni membri del personale scolastico. Venne infine trasferito alla 600 School, destinata ai ragazzi difficili. Poco prima di compiere 16 anni, l’istituto si rifiutò di tenerlo oltre, e i suoi genitori lo ritirarono. Il padre tentò invano di raddrizzarlo, portandolo anche forzatamente a messa.
Nel 1964, Gravano venne arruolato nell’Esercito degli Stati Uniti. Prestò servizio a Fort Jackson, in South Carolina, lavorando come cuoco nella mensa militare. Fu promosso caporale e congedato con onore dopo due anni di servizio.
Nel 1971, Sammy sposò Debra Scibetta e insieme ebbero due figli. La figlia Karen divenne nota nel 2011 partecipando al reality Mob Wives su VH1 e nel 2013 pubblicò un libro intitolato Mob Daughter: The Mafia, Sammy "The Bull" Gravano, and Me.
Nel corso della sua carriera criminale, a Gravano fu ordinato di organizzare l’omicidio del cognato Nicholas Scibetta. Era inoltre imparentato con Eddie Garafola, soldato della famiglia Gambino. Da giovane era stato amico di Gerard Pappa, affiliato alla famiglia Colombo e leader dei Rampers.

## Carriera criminale

### Associato della famiglia Colombo
La mafia aveva una presenza radicata da tempo a Bensonhurst, attraverso la famiglia Profaci, che con il tempo si trasformò nella famiglia Colombo. Nonostante gli sforzi del padre per tenerlo lontano da quella strada, Gravano - come molti dei suoi compagni dei Rampers - finì per entrare in Cosa Nostra.
Il suo primo legame con l’organizzazione mafiosa risale al 1968, grazie all’amico Tommy Spero, nipote di Tommy "Shorty" Spero, affiliato alla famiglia Colombo sotto il futuro boss Carmine "The Snake" Persico. Inizialmente, Gravano si dedicava a crimini come furti, rapine e assalti armati. In breve tempo, però, si spostò verso attività più redditizie come estorsioni, usura e la gestione di un giro di poker clandestino in una sala privata di un club notturno, del quale era anche socio. Carmine Persico prese subito Gravano in simpatia, tanto da affidargli un ruolo in prima linea nelle manifestazioni organizzate dalla Lega per i Diritti Civili degli Italo-Americani promossa da Joe Colombo. In particolare, Gravano fu incaricato di protestare davanti alla sede dell'FBI a Manhattan. La sua ascesa fu talmente rapida e visibile che si dava quasi per certo che sarebbe stato tra i primi ad essere “fatti” (made) - cioè formalmente iniziati nella mafia - non appena la Commissione avesse riaperto i registri d’ammissione, chiusi dal 1957.
Nel 1970, Gravano commise il suo primo omicidio, quello di Joseph Colucci, un affiliato alla cerchia di Spero. Colucci era sospettato di voler eliminare Gravano e Tommy "Shorty" Spero, apparentemente in risposta a una relazione extraconiugale tra sua moglie e Tommy Spero. Gravano, in un racconto crudo e personale, descrisse così quel momento:
“Mentre suonava quella canzone dei Beatles, diventai un assassino. Joe Colucci doveva morire. Lo avrei ucciso perché stava tramando di uccidere me e Tommy "Shorty" Spero. Sentivo la rabbia montare dentro. Tutto rallentò. Potevo quasi vedere il proiettile uscire dalla pistola ed entrare nel suo cranio. Fu strano, assordante. Non sentii il primo sparo. Non vidi sangue. La sua testa non sembrava muoversi. Allora gli sparai una seconda volta... Mi sentivo come a milioni di chilometri di distanza, come se fosse tutto un sogno.”
L’omicidio di Colucci gli valse il rispetto e l’approvazione di Carmine Persico. Curiosamente, anni dopo, Gravano divenne mentore del figlio di Colucci, Jack, che seguì le orme mafiose entrando nel settore edile come affiliato della famiglia Gambino. Jack scoprì solo 25 anni dopo che Gravano era stato l’assassino di suo padre.

### Uomo d'onore
All’inizio degli anni ’70, Ralph Spero, soldato della famiglia Colombo e fratello di Shorty, cominciò a provare invidia per il successo di Gravano, temendo che Sammy venisse “fatto” (cioè ufficialmente iniziato in Cosa Nostra) prima di suo figlio Tommy Spero. Questa rivalità interna culminò con la morte di Ralph Ronga, un altro soldato della stessa squadra, fedelissimo di Ralph Spero. Dopo la morte di Ronga, cominciò a circolare una voce: Gravano avrebbe cercato di corteggiare la vedova di Ronga, Sybil Davies, in un bar. Sammy però sostenne il contrario, affermando che era stata lei a provarci con lui. Ralph Spero sfruttò questo pettegolezzo come pretesto per cercare appoggi all’interno della famiglia e giustificare un possibile omicidio di Gravano. Anche se Shorty Spero diede credito alla versione di Gravano piuttosto che a quella del fratello, lui e i vertici della famiglia Colombo conclusero che la soluzione più prudente fosse trasferire Gravano alla famiglia Gambino, così da evitare un conflitto interno.

### Soldato della famiglia Gambino
All’interno dei Gambino, Gravano fu affidato a Salvatore "Toddo" Aurello, un capodecina di lungo corso che lo prese subito sotto la sua ala e divenne una sorta di mentore mafioso per lui. In quel periodo, Gravano tentò di distaccarsi dalla vita criminale e iniziò a lavorare nel settore edile, valutando seriamente l’idea di cambiare strada.
Tuttavia, un ex socio fornì false informazioni all’ufficio del Procuratore Distrettuale di New York, accusando Gravano di essere coinvolto, assieme a un altro affiliato, nel duplice omicidio dei fratelli Dunn, risalente al 1969. Gravano fu incriminato, e con il processo alle porte e le spese legali in aumento, fu costretto a lasciare il lavoro in cantiere. Cominciò così quella che lui stesso descrisse come una "frenesia di rapine" durata un anno e mezzo, insieme al suo compare Alexander "Allie Boy" Cuomo. Poche settimane dopo l’inizio del processo, gli avvocati di Gravano chiesero l’annullamento delle accuse, poiché il testimone chiave fu dichiarato legalmente pazzo. Gravano ricordò quell’esperienza come una vera svolta:
“Quel pinch (l’arresto) mi cambiò la vita. Da quel momento non mi fermai più, neanche un secondo. Ero come impazzito. Non smisi mai di rubare. Non smisi mai di rapinare. Era un’ossessione.”
Le sue imprese criminali colpirono positivamente Toddo Aurello, che propose Gravano per l’iniziazione ufficiale nella famiglia Gambino, quando i registri dell’affiliazione furono finalmente riaperti. Nel 1976, Gravano fu formalmente “fatto”, insieme a Charlie Boy Aurello, figlio di Toddo e amico d’infanzia di Sammy.

## Magnate delle costruzioni
Come il suo predecessore Carlo Gambino, anche Paul Castellano preferiva puntare su affari più “raffinati” e redditizi, piuttosto che sulle classiche attività di strada come usura, gioco d’azzardo o rapine. Era particolarmente interessato al settore edile, al trasporto merci e allo smaltimento dei rifiuti. Proprio in questo contesto, Gravano si inserì nel business dell’edilizia, avviando un’attività di idraulica e cartongesso insieme al cognato, Edward Garafola. Il suo ingresso in questo mondo fu un successo: in breve tempo, Gravano divenne uno dei “grossi guadagni” della famiglia Gambino, guadagnandosi rispetto e potere.
Grazie agli introiti delle sue imprese, accumulò milioni di dollari, abbastanza da costruire una lussuosa villa di campagna per la sua famiglia a Cream Ridge, nel New Jersey. Diversificò anche i suoi investimenti, acquistando cavalli da trotto da far correre al Meadowlands Racetrack, nell’East Rutherford.
Ma non finì lì: Gravano divenne anche il proprietario e gestore di una discoteca di successo a Brooklyn, chiamata The Plaza Suite, situata nel quartiere Gravesend. Da quel locale incassava circa 4.000 dollari a settimana. L’edificio era di sua proprietà, e aveva trasformato il piano inferiore nel suo quartier generale operativo.

## Gli omicidi

### Nicholas Scibetta
Nel 1978, il boss Paul Castellano avrebbe ordinato l’omicidio di Nicholas Scibetta, un affiliato alla famiglia Gambino. Scibetta, che faceva uso di cocaina e alcol, si era reso protagonista di diverse risse pubbliche e aveva insultato la figlia di George DeCicco, un uomo d'onore. Il problema era che Scibetta era cognato di Gravano. Prima di procedere, Castellano incaricò Frank DeCicco di informare personalmente Gravano del destino imminente del cognato. Alla notizia, Gravano andò su tutte le furie, ma fu poi calmato dallo stesso DeCicco. Dopo aver riflettuto, accettò la decisione, riconoscendo che il comportamento di Scibetta aveva violato le regole e meritava quella fine. Più tardi, Gravano dichiarò:
“Ho scelto contro Nicky. Ho fatto un giuramento: Cosa Nostra viene prima di tutto.”
Scibetta fu smembrato, e del suo corpo non fu mai più ritrovato nulla, a parte una mano.

### Gang di biker
Dopo questo episodio, Gravano aprì un club notturno a Bensonhurst, chiamato The Bus Stop. Una notte, il locale fu preso di mira da una gang di biker violenti, intenzionati a devastarlo. Ne seguì una rissa furiosa, durante la quale Gravano si ruppe una caviglia, ma riuscì comunque a far scappare i motociclisti insieme al suo staff. Dopo l’episodio, Gravano si recò da Castellano per chiedere il permesso di ucciderli tutti. Ottenuto il via libera, si mise sulle tracce del capo della gang insieme al fidato Liborio “Louie” Milito. Rintracciarono il leader, lo ferirono gravemente, e uccisero un altro membro del gruppo. Quando Castellano scoprì che Gravano, zoppicante e con le stampelle, aveva partecipato personalmente all’agguato, rimase sbalordito.

### John “Johnny Keys” Simone
Gravano consolidò ulteriormente la sua posizione agli occhi di Paul Castellano intervenendo in una faida interna che aveva fatto esplodere una vera e propria guerra civile nella famiglia mafiosa di Filadelfia. Nel marzo del 1980, lo storico boss Angelo Bruno fu assassinato dal suo consigliere Antonio Caponigro e dal cognato Alfred "Fat Tony" Salerno, senza l'autorizzazione della Commissione - l'organo di governo supremo di Cosa Nostra. La reazione fu immediata: la Commissione convocò Caponigro a New York e lo condannò a morte per il suo tradimento. Dopo essere stato torturato e ucciso, Philip Testa fu nominato nuovo boss di Filadelfia, e Nicodemo Scarfo divenne il suo consigliere. La Commissione ordinò l'eliminazione di tutti i complici di Caponigro, tra cui John “Johnny Keys” Simone, che era anche cugino dello stesso Bruno. Il compito di eliminare Simone fu affidato proprio a Gravano.
Gravano conquistò la fiducia di Simone organizzando una serie di incontri amichevoli. Poi, insieme ai fedelissimi Louie Milito e Joseph James D'Angelo, attirò Simone al Yardley Golf Club in Pennsylvania (nell’area suburbana di Trenton, New Jersey) e lo condusse in una zona boschiva di Staten Island.
Prima di eseguire la sentenza, Gravano onorò due ultime richieste di Simone: morire senza le scarpe, come aveva promesso alla moglie, e per mano di un uomo d’onore. Gravano gli tolse le scarpe, e fu Milito a sparargli alla nuca, uccidendolo all’istante. Gravano, anni dopo, ricordò con rispetto la dignità con cui Simone affrontò la morte, definendolo un “vero uomo” per il sangue freddo mostrato nei suoi ultimi momenti.

### Frank Fiala
All’inizio degli anni ’80, il locale notturno Plaza Suite, di proprietà di Sammy Gravano, era all’apice del successo. La fila per entrare poteva durare anche un’ora, e sul palco si esibivano artisti famosi, tra cui Chubby Checker.
Nel 1982, Frank Fiala, un ricco uomo d'affari coinvolto nel traffico di droga, pagò Gravano 40.000 dollari per affittare il locale in occasione della sua festa di compleanno. Due giorni dopo, Fiala offrì 1 milione di dollari per acquistare l’intero Plaza Suite - una cifra ben superiore al reale valore dell’immobile. L’accordo prevedeva un acconto di 50.000 dollari in contanti, 650.000 dollari in lingotti d’oro (sotto banco), e un ulteriore pagamento di 300.000 dollari al momento del rogito.
Prima ancora che la vendita fosse finalizzata, Fiala cominciò ad atteggiarsi a padrone del locale, dando ordini e comportandosi in modo arrogante. Gravano, infastidito dall’atteggiamento, lasciò il club e organizzò un’imboscata all’esterno del Plaza Suite, coinvolgendo nel piano Garafola, Milito, D’Angelo, Nicholas Mormando, Michael DeBatt, Thomas Carbonara e Johnny Holmes. Quella stessa sera, mentre Fiala usciva dal locale circondato dai suoi invitati, Gravano si avvicinò con un sorriso e gli disse:
“Ehi Frank, come va?”
Fiala si voltò, sorpreso. In quel momento Milito gli si mise dietro e gli sparò alla testa. Poi, come a voler chiudere simbolicamente il conto, gli sparò un colpo in ciascun occhio mentre la folla, in preda al panico, fuggiva urlando. Gravano si avvicinò al corpo e gli sputò addosso. Gravano non fu mai incriminato per l’omicidio: aveva pagato 5.000 dollari al corrotto e poi screditato detective della omicidi dell’NYPD, Louis Eppolito, per insabbiare l’indagine.
Anche se riuscì a evitare la giustizia, Gravano dovette fare i conti con la furia di Paul Castellano per aver ordinato un omicidio senza autorizzazione. Gravano rimase nell’ombra per quasi tre settimane, durante le quali convocò i suoi uomini e, nel caso peggiore, decise che avrebbe eliminato Castellano se necessario. Alla fine, Castellano convocò Gravano e Milito a un incontro in un ristorante di Manhattan. Pur avendo appreso le motivazioni del gesto, Castellano era furioso per non essere stato consultato prima. Gravano riuscì a salvarsi spiegando che aveva volutamente tenuto Castellano all’oscuro per proteggerlo nel caso in cui il piano fosse fallito.
L’omicidio di Fiala provocò un’ulteriore complicazione per Gravano: un’indagine dell’Agenzia delle Entrate (IRS). La risonanza mediatica dell’evento portò alla luce dettagli sull’accordo di vendita del Plaza Suite e Gravano venne accusato di evasione fiscale. Tuttavia, grazie alla difesa dell’avvocato Gerald Shargel, fu assolto in tribunale.
Poco tempo dopo, D’Angelo fu ucciso da un affiliato della famiglia Colombo che stava celebrando la sua proposta di affiliazione. L’assassino fu poi eliminato per ordine della stessa famiglia Colombo.

## L'alleanza con Gotti
Dopo l’omicidio di Frank Fiala, Sammy Gravano tornò a concentrarsi sulle sue attività nel settore edilizio, espandendosi nel redditizio mercato dei pannelli in cartongesso. A New York, l’industria del cemento era sotto il controllo di quattro delle cinque famiglie mafiose, che guadagnavano milioni truccando gare d’appalto e pilotando contratti. In un’intervista del 1998, Gravano dichiarò:
“Controllavo Manhattan, letteralmente. Volevi colare cemento a Manhattan? Dovevi passare da me. Tishman, Donald Trump, tutti quei tipi - non potevano costruire un edificio senza di me.”
Nel frattempo, Gravano finì coinvolto in una disputa con Louis DiBono, affiliato a un altro gruppo della famiglia Gambino. Durante un incontro con DiBono - al quale erano presenti anche l’avvocato e il commercialista di quest’ultimo - Gravano e il cognato Eddie sentirono DiBono affermare che erano dovuti solo 50.000 dollari. Dopo aver fatto uscire i due professionisti dalla stanza, Gravano aggredì fisicamente DiBono per la truffa subita.
Tuttavia, toccare un altro uomo d’onore è punibile con la morte nella Cosa Nostra. DiBono raccontò l’accaduto al suo capodecina Pasquale Conte, il quale informò Paul Castellano, capo della famiglia. Venne convocato un “sit-down” per risolvere la questione. Toddo Aurello prese le parti di Gravano e Neil Dellacroce, il potente sotto-capo della famiglia e mentore di John Gotti, intervenne in sua difesa. Castellano ordinò a DiBono di pagare 200.000 dollari a Gravano e di chiudere ogni rapporto d’affari con lui. Anche se evitò gravi conseguenze, la reputazione di Gravano presso Castellano ne uscì danneggiata. Tuttavia, il fatto che Dellacroce lo avesse sostenuto impressionò positivamente John Gotti e altri affiliati.
In quel periodo, l’FBI intensificò le indagini contro la famiglia Gambino. Nell’agosto 1983, tre membri del gruppo di Gotti - Angelo Ruggiero, John Carneglia e Gene Gotti - furono incriminati per traffico di eroina. Castellano aveva vietato severamente ogni coinvolgimento nel narcotraffico. Convinto che Gene Gotti e Ruggiero fossero coinvolti, progettava di eliminarli. Per giustificare questa mossa, Castellano chiese a Ruggiero di consegnargli le registrazioni delle intercettazioni effettuate dall’FBI, ma Dellacroce fece di tutto per rimandare la consegna, nel tentativo di salvare Ruggiero e Gene Gotti. Le intercettazioni ambientali effettuate nella casa di Ruggiero contenevano non solo conversazioni legate alla droga, ma anche discussioni sui boss e sulla Commissione. Quando Castellano fu incriminato per il traffico di auto rubate di Roy DeMeo, scoprì che anche casa sua era stata intercettata, grazie proprio alle informazioni ricavate dai nastri di Ruggiero.
Nel giugno 1985, Castellano tornò a pretendere le registrazioni da Dellacroce. Questi tentò di convincere Ruggiero e Gotti a collaborare, ma Ruggiero si rifiutò, temendo di compromettere amici e alleati. Poco prima dell’incriminazione di Castellano, Robert DiBernardo, affiliato dei Gambino e intermediario di John Gotti, contattò Gravano per organizzare un incontro nel Queens. Ma quando Gravano arrivò, trovò solo Ruggiero, che gli confidò il piano: lui e Gotti stavano organizzando l’omicidio di Castellano e cercavano l’appoggio di Gravano.
Gravano inizialmente non prese posizione, dicendo che voleva prima confrontarsi con Frank DeCicco. I due espressero grande preoccupazione per la possibilità che, in caso di condanna, Castellano nominasse Thomas Gambino (suo nipote) come capo ad interim e Thomas Bilotti come sotto-capo. Nessuno dei due sembrava avere la stoffa del leader. Alla fine, Gravano e DeCicco decisero di sostenere l’eliminazione di Castellano.

### L'omicidio Castellano
Dopo l’omicidio di Paul Castellano, la prima scelta di Sammy Gravano per il ruolo di nuovo boss era Frank DeCicco. Tuttavia, DeCicco riteneva che l’ego di John Gotti fosse troppo ingombrante per accettare un ruolo subordinato. Alla fine, fu proprio DeCicco a convincere Gravano a dare una possibilità a Gotti, sostenendo che il suo carisma, intelligenza e audacia lo rendevano adatto a guidare la famiglia. Nonostante ciò, Gravano e DeCicco fecero un patto segreto: se dopo un anno la leadership di Gotti non li avesse convinti, lo avrebbero ucciso e si sarebbero spartiti il comando - DeCicco come boss e Gravano come sottocapo.
Il primo passo fu quello di ottenere il sostegno interno alla famiglia Gambino, specialmente da parte dei capi scontenti della gestione Castellano. Tra i sostenitori più importanti che reclutarono ci fu Joseph "Piney" Armone, anziano e rispettato capodecina, la cui adesione fu fondamentale per convincere anche i fedelissimi di Castellano a supportare il cambiamento.
Il passo successivo fu ottenere il via libera dalle altre famiglie mafiose, poiché nella Mafia non si può uccidere un boss senza l’approvazione della Commissione. Il piano di Gotti sarebbe stato il primo “colpo non autorizzato” a un boss dai tempi del fallito attentato a Frank Costello nel 1957. Sapendo che era troppo rischioso rivolgersi direttamente agli altri quattro capi, i cospiratori si assicurarono il sostegno di importanti esponenti della loro generazione appartenenti alle famiglie Lucchese, Colombo e Bonanno. Gotti e Ruggiero ottennero l’approvazione da figure chiave dei Colombo e dei Bonanno, mentre DeCicco si occupò dei contatti con membri influenti vicini ai Lucchese. Non presero nemmeno in considerazione l’idea di avvicinare la famiglia Genovese, poiché Castellano aveva legami molto stretti con il boss Vincent “Chin” Gigante; un contatto diretto sarebbe stato troppo pericoloso. Così, Gotti poté vantare il sostegno “non ufficiale” di tre delle cinque famiglie mafiose.
Quando Neil Dellacroce morì il 2 dicembre 1985, cadde anche l’ultimo ostacolo a una mossa decisiva da parte di Gotti o di Castellano. Gotti, furioso perché Castellano non si era presentato al funerale del suo mentore, decise di agire senza indugi.
Castellano, ignaro del complotto contro di lui, convocò un incontro il 16 dicembre 1985 presso il ristorante Sparks Steak House, a Manhattan, con altri capi: Thomas Gambino, James Failla, Johnny Gamorana e Daniel Marino. I cospiratori scelsero quel luogo proprio perché affollato di clienti natalizi, così da rendere più facile la fuga dei sicari tra la folla. Il piano fu finalizzato il 15 dicembre, e il giorno seguente i partecipanti si incontrarono per l’ultima volta nell’East Side. Fu Gotti a suggerire che i killer indossassero lunghi cappotti bianchi e colbacchi di pelliccia nera in stile russo - idea che Gravano definì “brillante”.
Gotti e Gravano arrivarono nei pressi del ristorante poco prima delle 17:00, fecero un giro dell’isolato e poi parcheggiarono di fronte all’ingresso, in modo da avere una visuale perfetta. Verso le 17:30, Gravano notò la Lincoln Town Car di Castellano avvicinarsi e, tramite walkie talkie, avvisò i sicari nascosti nei pressi dell’ingresso. Thomas Bilotti, autista e braccio destro di Castellano, accostò l’auto proprio davanti al ristorante. Appena Castellano e Bilotti scesero dal veicolo, furono travolti da una pioggia di proiettili. I sicari, coperti dai cappotti e dai colbacchi, si dileguarono rapidamente tra la folla. Subito dopo l’attentato, Gotti passò lentamente in auto davanti al ristorante per osservare la scena. Guardando il corpo di Bilotti dalla finestra del passeggero, Gravano si voltò verso Gotti e disse:
"È andato."

## Il nuovo regime
Dopo la morte di Castellano, Gallo - unico membro sopravvissuto della leadership - convocò un comitato di tre persone per gestire temporaneamente la famiglia Gambino. Il comitato era composto da lui stesso, John Gotti e Frank DeCicco. Tuttavia, era un segreto di Pulcinella che Gotti fosse il vero capo, anche se non ufficialmente, e quasi tutti i capi della famiglia erano consapevoli che fosse lui il mandante dell’omicidio di Castellano.
Il 15 gennaio 1986, durante una riunione con 20 capi della famiglia, Gotti fu formalmente riconosciuto come nuovo boss dei Gambino. In seguito, nominò DeCicco come suo sottocapo e promosse Gravano a capo, dopo che Toddo Aurello espresse la volontà di ritirarsi.
Il 13 aprile 1986, DeCicco fu ucciso da un’autobomba dopo aver fatto visita a James Failla, un lealista di Castellano. L’attentato fu organizzato da Victor Amuso e Anthony Casso della famiglia Lucchese, su ordine di Vincent Gigante e del boss Lucchese Anthony Corallo. L’obiettivo era vendicare la morte di Castellano e del suo vice Bilotti, colpendo i loro successori. Anche Gotti avrebbe dovuto visitare Failla quel giorno, ma annullò all’ultimo momento. La bomba fu innescata dopo che un affiliato, Frankie Hearts, chiese a DeCicco il biglietto da visita di un avvocato. Quando DeCicco si recò alla sua auto per prenderlo e si sedette sul sedile del passeggero, l’esplosione fu attivata.
L’uso di bombe era da tempo vietato nella mafia per il rischio che potessero ferire innocenti. Proprio per questo, inizialmente i Gambino sospettarono che dietro l’attentato ci fossero gli “zips” - mafiosi siciliani attivi negli Stati Uniti - noti per l’uso di esplosivi.

### L'omicidio di Nicholas “Nicky Cowboy” Mormando
La prima persona sulla lista nera di Salvatore Gravano dopo l’omicidio di Castellano fu Nicholas “Nicky Cowboy” Mormando, un ex membro della sua squadra. Mormando era caduto nella dipendenza dal crack e Gravano sospettava che fosse lui ad aver introdotto anche l’amico e affiliato Michael DeBatt all’uso della droga. A causa del comportamento sempre più imprevedibile e pericoloso di Nicky, Gravano decise di chiedere a Gotti il permesso di eliminarlo.
Pianificò l’omicidio mentre Mormando si stava recando a un incontro al ristorante di Gravano a Bensonhurst, il Tali’s. Dopo avergli assicurato che non correva alcun pericolo, Gravano gli chiese di passare a prendere Joseph Paruta lungo il tragitto. Paruta salì sul sedile posteriore e sparò a Mormando due colpi alla testa. Il corpo venne poi abbandonato in un terreno vuoto, dove fu ritrovato il giorno successivo.

## Consigliere e sottocapo
Nel maggio del 1986, John Gotti venne incarcerato presso il Metropolitan Correctional Center di New York in attesa di giudizio per accuse legate alla legge RICO. Nonostante la detenzione, Gotti continuava a controllare le attività principali della famiglia, delegando la gestione quotidiana a Gravano, Angelo Ruggiero e Joseph “Piney” Armone.
Nel giugno dello stesso anno, Gravano fu avvicinato da Ruggiero che, presumibilmente su ordine di Gotti, gli diede l’incarico di eliminare il capodecina Robert DiBernardo, accusato di aver criticato la leadership di Gotti. Gravano, amico di DiBernardo, cercò di posticipare l’omicidio fino a poter parlare direttamente con Gotti dopo il processo. Tuttavia, Armone confermò che Gotti voleva DiBernardo morto. Gravano organizzò un incontro con DiBernardo: durante la riunione, Joe Paruta, membro fidato del suo gruppo, sparò due colpi alla nuca di DiBernardo sotto gli occhi di Gravano. Solo in seguito Gravano scoprì che Ruggiero aveva un debito di 250.000 dollari con la vittima e sospettò che avesse manipolato la verità per cancellare il proprio debito e guadagnare punti agli occhi di Gotti. L’omicidio, comunque, si rivelò vantaggioso per Gravano, che assunse il controllo della sezione locale 282 del sindacato dei Teamsters, precedentemente gestito da DiBernardo.
Il processo a Gotti si concluse con un nulla di fatto dato che la giuria non riuscì a trovare un accordo unanime, permettendogli così di tornare in libertà. Tra il 1986 e il 1987, Gravano assunse diversi ruoli di rilievo nella famiglia Gambino. Con l’approvazione di Gotti, partecipò all’organizzazione di diversi omicidi. Durante un nuovo processo per racket, uno dei giurati, George Pape, si accordò con Gravano per vendere il proprio voto a favore dell’assoluzione per 60.000 dollari. Il 13 marzo 1987, Gotti e i suoi coimputati furono assolti da tutte le accuse, consolidando il mito del “Teflon Don”, l’uomo a cui nessuna accusa riusciva ad “attaccarsi”.
Dopo la morte del sottocapo Frank DeCicco, Gotti nominò Joseph Armone come suo successore. Tuttavia, nel 1987 Gravano fu promosso a consigliere (consigliere strategico del boss), e nel 1990 raggiunse il secondo posto più alto nella gerarchia mafiosa, diventando sottocapo (underboss), in sostituzione di Frank LoCascio.
Ormai figura influente nel settore edilizio, Gravano era spesso visto in compagnia di dirigenti di grandi imprese e funzionari sindacali nel suo ristorante Tali’s, a Bensonhurst. Ma questa rapida ascesa portò con sé due problemi: attirò l’attenzione dell’FBI e suscitò l’invidia dello stesso Gotti, infastidito dai guadagni legittimi di Gravano. Nonostante ciò, Gravano sosteneva di versare ogni anno più di 2 milioni di dollari a Gotti solo grazie alle sue attività nei sindacati. Nel gennaio 1988, contro il parere di Gravano, Gotti decise che i suoi capodecina dovevano incontrarlo settimanalmente al Ravenite Social Club, rendendo più vulnerabile l'organizzazione alle indagini federali.

## Collaboratore di giustizia

### Le registrazioni
Gotti, Gravano e LoCascio vennero spesso intercettati dalle microspie installate dall’FBI al Ravenite Social Club, nascoste nel salone principale, nel corridoio al primo piano e nell’appartamento al piano superiore. Le conversazioni captate contenevano discussioni compromettenti su attività criminali.
L’11 dicembre 1990, agenti dell’FBI e della polizia di New York fecero irruzione al Ravenite, arrestando Gotti, Gravano e LoCascio. Gravano si dichiarò colpevole di un’accusa aggiornata di racket, mentre Gotti fu incriminato per cinque omicidi (Paul Castellano, Thomas Bilotti, Robert DiBernardo, Liborio Milito e Louis DiBono), associazione per delinquere finalizzata all’omicidio di Gaetano Vastola, estorsione, gioco d’azzardo illegale, intralcio alla giustizia, corruzione e evasione fiscale. Durante le udienze preliminari, le registrazioni audio dell’FBI furono usate per negare la libertà su cauzione ai tre imputati. Inoltre, gli avvocati Bruce Cutler e Gerald Shargel furono estromessi dalla difesa di Gotti e Gravano, poiché l’accusa sostenne con successo che i due legali erano “parte delle prove” e potenzialmente chiamabili come testimoni: erano considerati veri e propri consulenti legali interni della famiglia Gambino. Gotti, quindi, assunse l’avvocato Albert Krieger di Miami, noto per aver difeso Joseph Bonanno, per sostituire Cutler.

### La svolta
Le intercettazioni segnarono anche la rottura tra Gotti e Gravano. In alcune registrazioni, Gotti criticava l’avidità del suo sottocapo e accennava alla possibilità di incolparlo per gli omicidi di DiBernardo, Milito e DiBono. Gravano, amareggiato e disilluso, iniziò a dubitare della possibilità di vincere il processo senza il suo avvocato di fiducia. Il 13 novembre 1991, prese la decisione storica: divenne collaboratore di giustizia.
Fu il primo membro dell’alta gerarchia di una famiglia mafiosa di New York a diventare informatore, e solo il secondo sottocapo nella storia della mafia americana dopo Phil Leonetti, della famiglia di Filadelfia.

### Il processo
Il processo contro Gotti e LoCascio si svolse presso la Corte Distrettuale degli Stati Uniti per il Distretto Orientale di New York, davanti al giudice I. Leo Glasser. La selezione della giuria iniziò nel gennaio 1992 con una giuria anonima, completamente isolata durante il processo - una misura senza precedenti in un processo federale a Brooklyn.
- Il 12 febbraio iniziarono le dichiarazioni di apertura dell'accusa.[17] I procuratori Andrew Maloney e John Gleeson presentarono subito alcune delle registrazioni, in cui Gotti parlava apertamente delle attività della famiglia Gambino e degli omicidi che aveva approvato. Una parte cruciale della strategia dell’accusa fu dimostrare il movente di Gotti per l’uccisione di Castellano.
- Il 2 marzo, dopo la testimonianza di un testimone oculare dell’agguato presso la Sparks Steak House (dove vennero uccisi Castellano e Bilotti), salì sul banco dei testimoni Gravano.[17] Descrisse in dettaglio la struttura interna della famiglia, la cospirazione per eliminare Castellano, l’omicidio e le sue conseguenze. Confessò 19 omicidi, coinvolgendo Gotti in quattro di essi.[22] Gli avvocati della difesa non riuscirono a minare la sua credibilità durante il controinterrogatorio.[17]
- Il 24 marzo, l’accusa concluse la sua esposizione.[17] Durante il processo, Gotti arrivò a insultare Gravano, chiamandolo tossicodipendente, mentre i suoi legali tentarono di screditarlo citando un passato uso di steroidi.[17]
- Il 23 giugno 1992, Gotti e LoCascio furono condannati all’ergastolo senza possibilità di libertà condizionale e a una multa di 250.000 dollari. Gotti si consegnò alle autorità federali il 14 dicembre dello stesso anno.[17]
- Il 26 settembre 1994, Gravano fu condannato a cinque anni di prigione, ma avendo già scontato quattro anni in custodia, gli restava meno di un anno da scontare.[23]

Nel complesso, Gravano fornì informazioni che portarono all’incriminazione di 29 affiliati della mafia. Oltre a Gotti e LoCascio, fece i nomi di capi attuali ed ex capi, caporegime, soldati e affiliati delle famiglie Gambino, Colombo, Genovese e DeCavalcante, tra cui figure di rilievo come Victor Orena, Benedetto Aloi, Venero Mangano e Giovanni Riggi.

## Anni recenti

### Libri e interviste
Nel 1994, Sammy Gravano fu rilasciato anticipatamente e inserito nel Programma Federale di Protezione Testimoni degli Stati Uniti. Dopo essere stato trasferito in diverse località, Gravano decise di abbandonare il programma appena otto mesi dopo e si trasferì a Phoenix, in Arizona, dove adottò il nome fittizio Jimmy Moran e avviò un'attività di installazione di piscine. Secondo un procuratore federale, Gravano non tollerava le restrizioni imposte dal programma di protezione. Iniziò quindi a vivere apertamente, rilasciando interviste a riviste e partecipando a un'intervista televisiva nazionale con la giornalista Diane Sawyer. Si diffuse la notizia che si fosse sottoposto a chirurgia plastica per cambiare aspetto. Intanto, nel 1991, sua moglie Debra chiese il divorzio.
Nel 1997, Gravano collaborò con lo scrittore Peter Maas alla realizzazione della biografia L'ombra del padrino, in cui spiegava di aver scelto di collaborare con la giustizia dopo aver scoperto che Gotti stava tentando di screditarlo durante il processo. Fu in quel momento che Gravano comprese definitivamente come il codice d’onore della Cosa Nostra fosse, a suo dire, solo una farsa. Paradossalmente, Gravano si rivolse a un ufficio stampa per curare la propria immagine, nonostante avesse sempre criticato Gotti per la sua sete di pubblicità. Dopo la pubblicazione del libro, le famiglie di alcune vittime di Gravano intentarono una causa civile da 25 milioni di dollari, ma persero. Nello stesso anno, lo Stato di New York lo incriminò per un vecchio caso di racket e sequestrò i proventi del libro.
Durante un’intervista rilasciata al quotidiano The Arizona Republic, Gravano dichiarò che alcuni agenti federali conosciuti durante la sua collaborazione erano diventati suoi amici personali e lo avevano persino visitato durante le vacanze. In seguito affermò di non aver voluto che l’intervista fosse pubblicata, ma che il giornale lo avrebbe minacciato di rivelare la presenza della sua famiglia a Phoenix. L’articolo provocò grande rabbia negli ambienti mafiosi, tanto che la famiglia Gambino ricevette pressioni per mettere una taglia sulla sua testa. Secondo l’FBI, nel 1999 Peter Gotti ordinò a due soldati della famiglia - Thomas “Huck” Carbonaro e Eddie Garafola - di uccidere Gravano in Arizona.

### Il ritorno alla criminalità
Alla fine degli anni '90, Gravano tornò a delinquere. Suo figlio Gerard iniziò a frequentare Michael Papa, leader della gang Devil Dogs. Insieme, misero in piedi un vasto traffico di ecstasy, con oltre 30.000 pasticche vendute e un guadagno settimanale che si aggirava sui 500.000 dollari. Nel febbraio 2000, Gravano fu arrestato insieme ad altre 40 persone, tra cui l’ex moglie Debra, la figlia Karen e il figlio Gerard. Venne accusato sulla base delle testimonianze di informatori e intercettazioni in cui discuteva dei profitti del traffico con Debra e Karen.
Il 25 maggio 2001, Gravano si dichiarò colpevole presso la corte federale di New York, e il 29 giugno fece lo stesso in Arizona per le accuse a livello statale. Nel 2002, gli venne diagnosticata la malattia di Basedow-Graves, un disturbo autoimmune della tiroide che causa affaticamento, perdita di peso e capelli.
Il 7 settembre 2002, dopo numerosi rinvii, Gravano fu condannato a 20 anni di carcere a New York. Un mese dopo, ricevette anche una condanna in Arizona a 19 anni, da scontare contemporaneamente alla precedente, con rilascio vigilato a vita e una multa da 100.000 dollari. Gravano scontò parte della pena nel carcere di massima sicurezza ADX Florence, anche in regime di isolamento. Il figlio Gerard fu condannato a nove anni, mentre Debra e Karen ricevettero pene con sospensione condizionale. Nel 2003, Sammy e Karen furono condannati a risarcire 805.713 dollari per coprire le spese processuali e investigative.
Sempre nel 2003, lo stato del New Jersey lo incriminò per aver ordinato nel 1980 l’omicidio del detective dell’NYPD Peter Calabro, eseguito dal killer Richard Kuklinski. Gravano negò ogni coinvolgimento e rifiutò un patteggiamento che gli avrebbe evitato ulteriore carcere. Le accuse vennero ritirate nel 2006 dopo la morte di Kuklinski.
Nel 2015, la sua richiesta di rilascio anticipato fu respinta, a causa della sua “consolidata reputazione di violenza estrema”. Gravano risultava detenuto nel sistema penitenziario dell’Arizona, presso un’unità speciale. Inizialmente previsto per il rilascio nel marzo 2019, venne effettivamente liberato il 18 settembre 2017.

## Nella cultura popolare
Nel 2013, il canale National Geographic raccontò in forma drammatizzata la vicenda del traffico di ecstasy gestito da Sammy Gravano, nell’episodio Raving Arizona della serie Locked Up Abroad, trasmesso in tutto il mondo. L’episodio ripercorreva la storia di Shaun Attwood, noto come English, uno dei principali rivali di Gravano nel mercato dell’ecstasy in Arizona.
Nel dicembre 2020, Gravano ha lanciato un canale YouTube e un podcast intitolati Our Thing, in cui racconta storie legate alla mafia e alla sua vita all’interno della criminalità organizzata.
Salvatore Gravano è stato inoltre interpretato da diversi attori in produzioni cinematografiche e televisive dedicate alla mafia e alla figura di John Gotti:
- nel film del 2018 Gotti - Il primo padrino, è interpretato da William DeMeo;
- nel film per la TV del 1996 Gotti, è interpretato da William Forsythe;
- nel film per la TV del 1994 Il giuramento di Diane, è interpretato da Ronn Gabriel;